# Alimentation dans la Rome antique

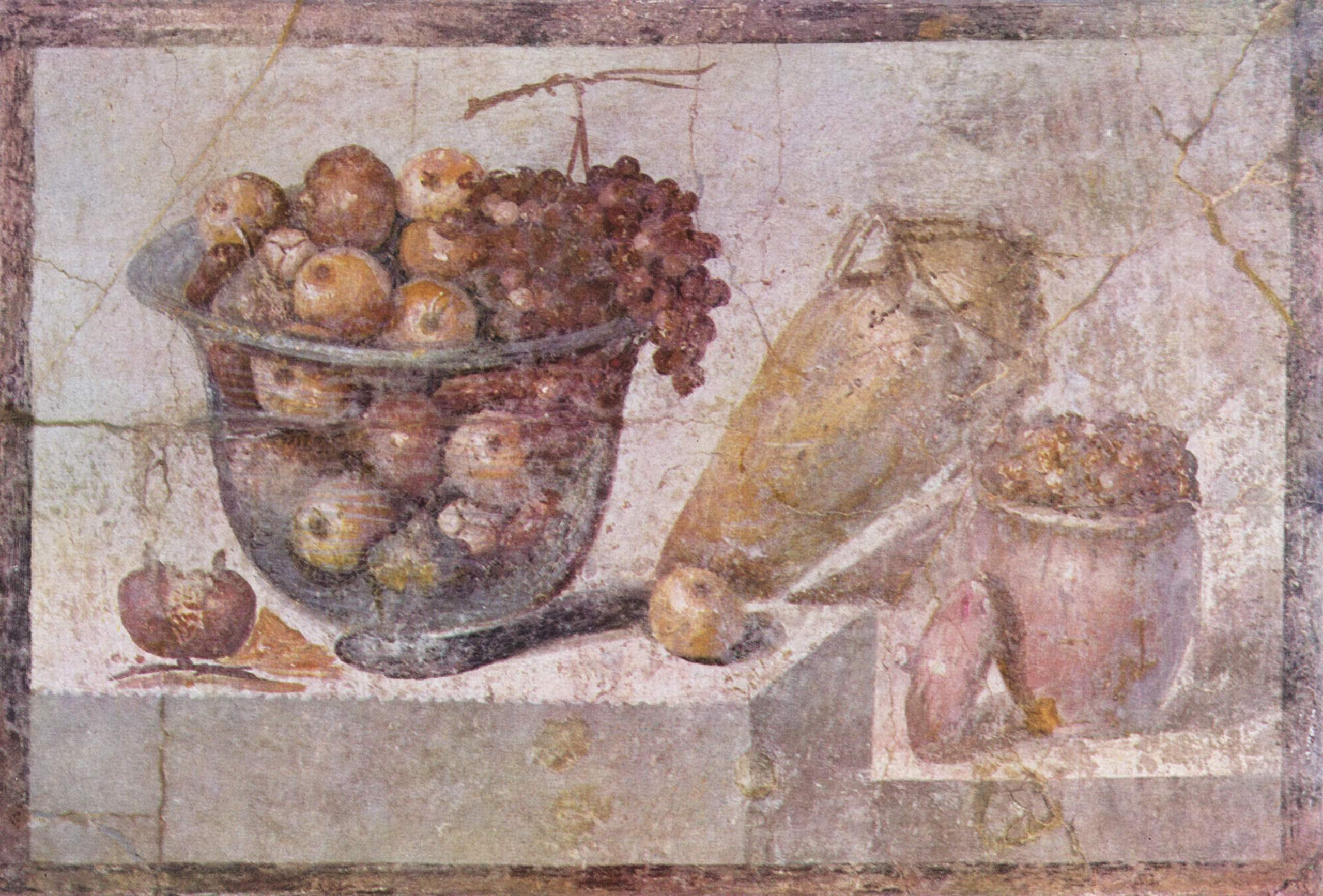
Vase de Pompéi.

L'alimentation dans la Rome antique évolue au fil des siècles. Fortement liée, au début, à la consommation de bouillies de céréales, elle évolue en fonction des conquêtes territoriales. Elle se distingue des habitudes grecques.

## Sources historiques

### Les données archéologiques
Les fouilles de Pompéi et Herculanum
La destruction de villes romaines par l'éruption du Vésuve de 79 permet d'obtenir des renseignements qui, autrement, n'auraient pas résisté au temps. Il est ainsi possible d'apprécier où les Romains mangeaient, quels accessoires ils utilisaient, comment étaient constitués les lieux où ils s'alimentaient.

mosaïque (Musée du Bardo).

Les représentations artistiques
Ces représentations permettent d'avoir des renseignements sur les aliments mais aussi sur les modes de consommation, par exemple la représentation de fruits ou de gibiers. On les trouve sur les fresques, mosaïques, peintures, et bas-reliefs, comme ceux du tombeau du boulanger Eurysacès.
Les données fournies par les spécialités archéologiques
La carpologie permet d'étudier les graines et les restes de fruits découverts sur les sites archéologiques. Cela a permis d'établir, par exemple, que des pêches étaient acheminées et consommées au début du Ier siècle dans la ville de Novaesium (Germanie).
L'étude des restes humains exhumés sur les sites archéologiques renseigne sur l'état sanitaire de ces populations et, partant, sur leur alimentation.
Les reconstitutions
A titre d'exemple, on peut citer le vin des Romains. A. Tchernia, spécialiste reconnu du vin romain antique, en association avec des vignerons de Beaucaire, a pu reconstituer les techniques viticoles romaines à partir des sources disponibles et produire ainsi des vins proches des originaux.

### Les sources littéraires
Les hommes de lettres
Certains auteurs décrivent des éléments portant sur l'alimentation et la manière de s'alimenter à leur époque.
Sénèque, philosophe stoïcien, commente, souvent de façon critique, les habitudes de ses contemporains en matière d'alimentation.
Apulée, Suétone, Tacite, Diodore de Sicile, etc., donnent aussi, occasionnellement, dans leurs écrits, des indications sur l'alimentation à leur époque.
Les agronomes
Plusieurs auteurs ont écrit des ouvrages sur l'agronomie. Fréquemment, ces ouvrages comportent des mentions sur l'alimentation de l'époque.
- Caton (234-149 Avjc) : son traité agricole, De agri cultura (De l'agriculture), est son seul ouvrage qui nous soit parvenu en entier.
- Columelle (4-70 de notre ère) : De re rustica.
- Palladius (Ve siècle) : De re rustica.
- Pline (23-79 de notre ère) : Histoire naturelle.
- Varron (116-27 Avjc) : De re rustica libri III (Économie rurale) est un traité d'agriculture en trois volumes, dont nous avons conservé la totalité.

Les « moqueurs »
Des allusions à la nourriture, aux modes d'alimentation et aux normes sociales peuvent être retrouvés dans les textes qui nous sont parvenus d'auteurs comiques ou satiriques romains.
Horace, dans ses Satires et ses Odes
Martial, dans ses Épigrammes
Plaute, dans ses diverses pièces de théâtre
Juvénal, dans ses satires
Pétrone, dans le Banquet de Trimalcion ou Satyricon
Les livres de cuisine
On sait que de nombreux livres de cuisine ont été écrits à l'époque. Mais seul l'un d'entre eux nous est parvenu. Et encore, dans une version tardive. Il s’agit d'un ouvrage du IVe siècle, compilant un certain nombre de recettes et attribué à un dénommé « Apicius ». Parmi ceux dont on connaît l'existence mais qui ont été perdus, on peut citer :
Caïus Matius, « Le cuisinier », « le poissonnier », « le préparateur de salaisons »
Ennius, « Hedyphagetica »
Pseudo-Virgile, « Moretum »
Celui qui nous est parvenu :
Apicius, « De re coquinaria »

### Les sources médicales
Les conceptions médicales du temps attribuent à l'alimentation la possibilité d'avoir une action bénéfique sur la santé des patients. Les ouvrages médicaux qui sont parvenus jusqu'à nous donnent des indications sur l'alimentation du temps.
Galien, médecin du IIe siècle, a ainsi écrit des ouvrages expliquant comment soigner avec la diététique, comme celui nommé « Sur les facultés des aliments ».
Celse, philosophe qui aurait vécu du temps de l'empereur Auguste, a écrit « De arte medica », ouvrage perdu depuis. Il y classait les maladies en trois catégories : celles curables par la chirurgie, celles curables par la pharmacopée, et celles curables par la diététique.

## Ce que mange le Romain
Les coutumes, des plus riches surtout, ont été beaucoup influencées par les traditions helléniques et par l'apport de mets nouveaux dus aux conquêtes, tandis que les couches inférieures de cette société conservaient les vieilles coutumes qui correspondaient plus aux rythmes journaliers d'un travailleur.
Les trois repas de l'époque romaine s'appellent l'ientaculum, le prandium et la cena.

### Les grandes périodes
L'alimentation des Romains dans les premiers temps
L'alimentation des premiers Romains était principalement constituée de céréales, comme l'orge, le blé et le froment, avec lesquelles on fabriquait une bouillie ((Pulmentum)= Polenta) qui reste, même pendant l'époque impériale, l'aliment des plus pauvres. Cette bouillie était relevée par des herbes aromatiques, comme la menthe et assaisonnée d'huile d'olive, le beurre n'étant pas utilisé comme aliment. La bouillie était accompagnée de fromage de chèvre ou de légumes, comme la laitue, les poireaux, les choux, les olives, les fèves.
Pour la consommation quotidienne, l'exploitation familiale fournissait du lait de brebis ou de chèvre, et l'on fabriquait les fromages.
Dans les greniers, on entreposait du froment et des fèves : à Pompéi, on a découvert des amphores remplies de farine, farina et d'épeautre, far .
Sous la République
La fin de la République romaine va marquer un changement radical dans les habitudes alimentaires. À la frugalité primitive des Romains succéda après les conquêtes et dès le IIe siècle av. J.-C., surtout dans les hautes classes de la société, le désir d'une nourriture moins frugale, plus variée et plus raffinée, au cours de repas pendant lesquels on buvait à la santé des convives, et où des spectacles de danses et de chants avaient lieu.
Sous l'Empire
C'est alors que les Romains les plus riches commencent à manger du poisson, et du sanglier qui connaît un grand succès. Enfin, il est rapporté aussi que les Romains dégustent les produits de la chasse : faisans, perdrix, bécasses, et du foie gras, qui semble être une invention romaine.
Une épigramme de Martial prend pour cible un certain Bæticus, homme aux goûts grossiers, qui préférait les câpres, les oignons et le jambon aux lièvres, aux sangliers, aux faisans et qui buvait plus volontiers du vin résiné que du falerne.
C'est à cette époque qu'apparaissent les premiers grands crus de l'Europe occidentale. Pour la première fois, des textes rédigés par des auteurs contemporains permettent aux historiens de savoir que ces vins sont dégustés et appréciés.
Les Romains vont renouer avec le luxe, le superflu, les épices du riche banquet étrusque. Ils vont aussi développer les techniques de conservation des aliments. Les recettes d'Apicius (grand gastronome romain) indiquent le raffinement de Rome. Mais si les riches Romains se nourrissaient de plats fins et nombreux, la plupart des gens ne pouvaient manger que du pain, de la bouillie de blé ou de "haricots".
Les derniers temps

### Les aliments

#### Les aliments végétaux
La base de la nourriture est constituée de pain, apparu assez tard à Rome (IIIe siècle av. J.-C.) et fabriqué à la maison. Il est de même accompagné de légumes, surtout de chou, mais aussi de poireaux, de chicorée, de concombres. Ces plats de légumes sont relevés d'une combinaison d'arômes : menthe, ail, coriandre, céleri, aneth et fenouil.

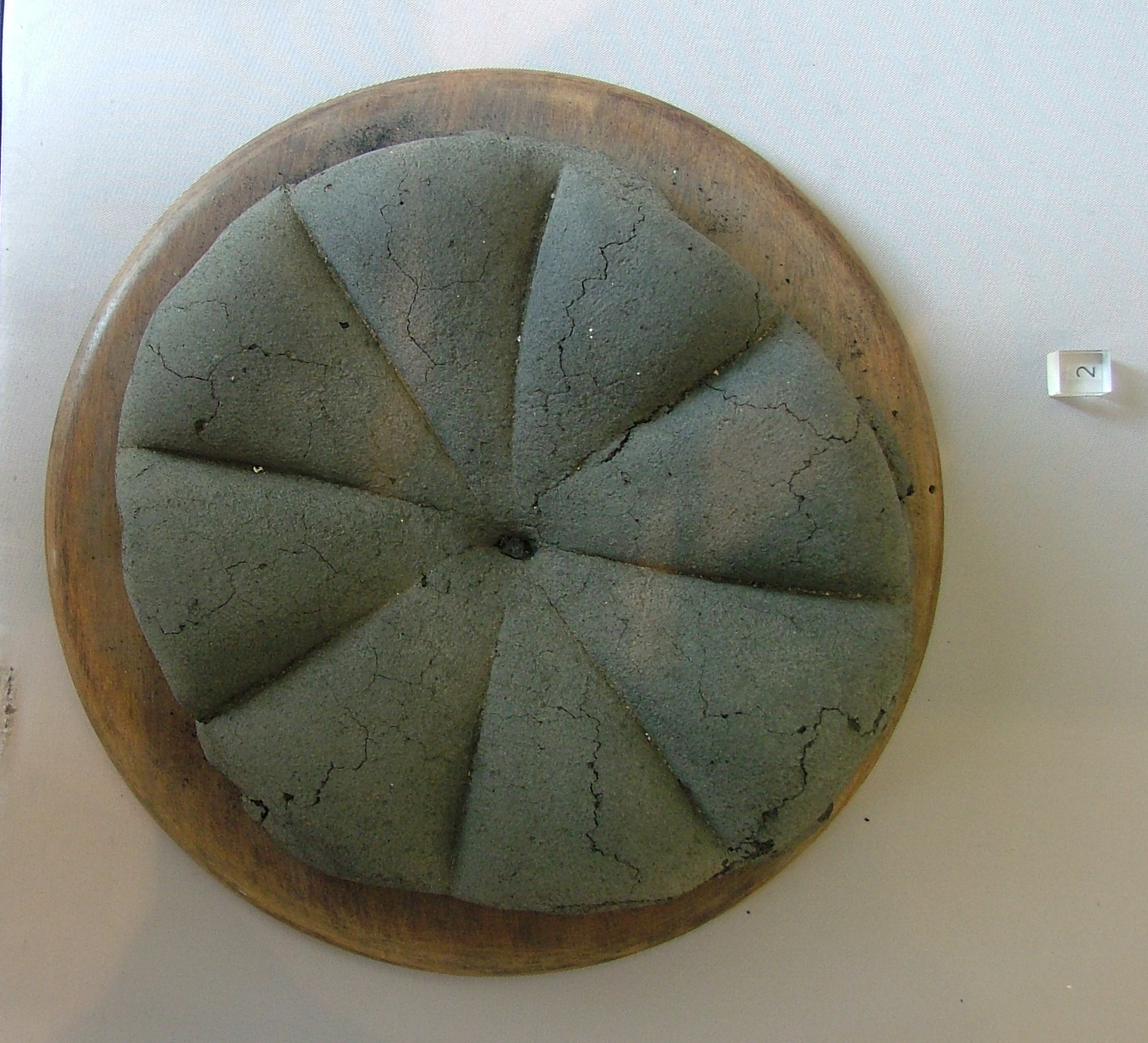
Pain retrouvé à Pompéi.

Céréales
Dans le théâtre de Plaute, les Romains apparaissent aux yeux des grecs comme des mangeurs de bouillie. Avant l'apparition d'espèces de céréales panifiables, les céréales sont surtout consommées sous forme de bouillie, la « puls ». L’intérêt que Pline montre pour la puls montre qu'à son époque la bouillie de céréales a conservé une certaine importance.
Les bouillies sont de blé, d'orge, de millet. Elles sont cuites à l'eau ou au lait.
Entre les bouillies et le pain, les Romains ont connu les galettes sans levain. Ce dernier, le levain, est connu des Romains et, à compter du premier siècle de notre ère, leur pain est un pain au levain.
Pour la pâtisserie, la préférence des Romains allait aux gâteaux à base de fromage, souvent réduit en poudre. Ils étaient le plus souvent présentés enduits de miel, saupoudrés de graines de pavot ou de sésame, et cuits sur des feuilles de plantes ou d'arbres aromatiques.
Légumes
Le chou, encensé par Caton, les navets et les raves ont la préférence. Les légumineuses, les fèves (« faba ») sont représentatives des classes laborieuses (« faber » est l'ouvrier ; à rapprocher de « faba »). Le romain (mythique) mange les légumes cultivés dans son jardin. Ces produits cultivés sont considérés comme les plus « civilisés ». Les légumes consommés à Rome proviennent à la fois des abords immédiats, mais aussi de certaines régions spécialisées dans un type de culture précis. Ostie fournit des poireaux, Ravenne des asperges, Carthage des artichauts. Certains empereurs sont friands de légumes, tels Tibère pour le concombre ou Néron pour le poireau.
Fruits
Le fruit le plus couramment consommé par les Romains est la figue. 44 variétés différentes sont nommées par eux. La figue fraîche n'est pas consommée comme un dessert mais comme un accompagnement du pain.
Les pommes, les poires et les raisins sont aussi couramment consommés,.

#### Le statut ambigu de la viande
Les Romains mangeaient de la viande, qui était cependant réservée aux jours de fête. Très tôt pourtant, les familles riches prirent l'habitude de la consommer en abondance, selon des préparations diverses. Les Romains avaient une préférence pour la viande de porc, d'agneau, pour les fricassées de canard ou le civet de biche, les pâtés de hure de sanglier, ainsi que pour les viandes plutôt bouillies que rôties, la consommation de viande fraîche étant rare.
Les pauvres mangent aussi de la viande, mais de qualité inférieure. Elle est cuisinée en ragoûts, en quenelles ou émincée (ofellae).

#### Produits de la mer

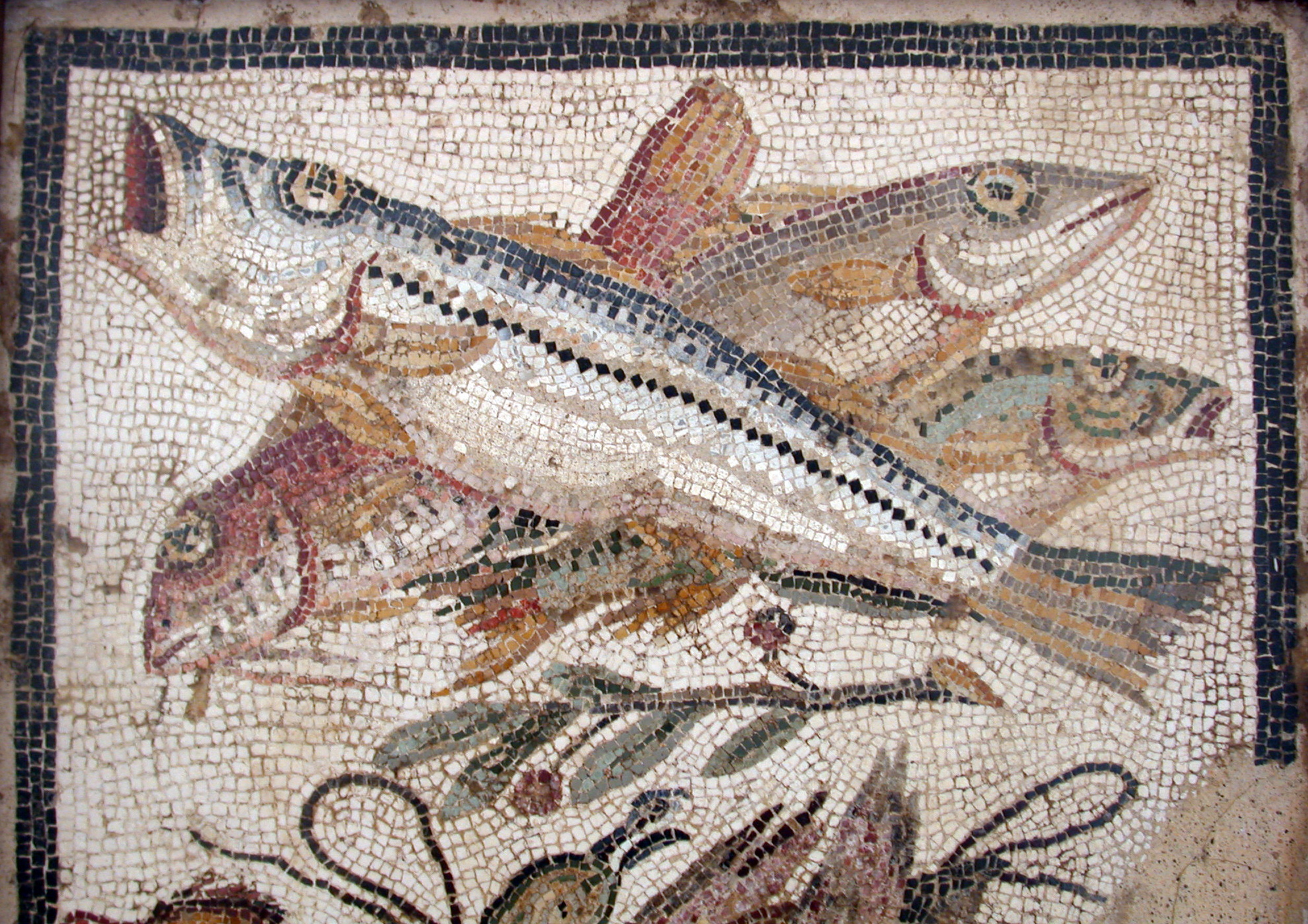
Poissons, mosaïque de Pompéi (musée de Naples).

Les Romains font grand cas des produits de la mer. Manger du poisson est, en plus de l'aliment lui-même, un symbole qui permet d'affirmer sa place dans la société. Les personnages de Plaute, par exemple, mangent beaucoup de poisson et de coquillages. Rapidement, des viviers, des parcs à huîtres, vont être créés pour assurer une offre suffisante. Le coût des produits de la mer est élevé,. L’édit de Dioclétien donne ainsi un prix de 12 deniers pour une livre de porc, 8 pour une livre de bœuf mais une livre de poisson de mer, de première qualité, est donnée pour 24 deniers, 16 deniers la livre pour la deuxième qualité.
Les poissons de belle taille peuvent même atteindre des prix faramineux, de 5 à 8 000 sesterces pour des surmulets de belle taille.
Les crustacés (homards, crevettes, langoustes) sont aussi prisés par les Romains, ainsi que les coquillages (moules, pétoncles, mais aussi oursins). Les huîtres sont aussi recherchées. Elles sont envoyées jusqu’en Germanie et en Suisse.
Les Romains usent aussi de conserves de poisson, généralement dans une saumure. Ces conserves proviennent de différentes provinces, de la Sicile, Espagne méridionale, jusqu'au Pont.
Les produits de la mer servaient aussi à confectionner des condiments, tels le garum ou l'hallec.

#### Autres produits animaux
Laitages
Le lait de brebis est le plus courant. C'est le seul cité dans L’Édit de Dioclétien,. Le lait de chèvre est aussi utilisé. Pline le donne pour le plus nourrissant et le plus facile à digérer. Le lait de vache est peu considéré mais, comme le fait remarquer J. André, l'absence de race laitière et l'habitude de laisser le veau toute une année près de sa mère, ne favorisait pas une production abondante.
Pour le romain, le lait, aliment non transformé, est à ranger au nombre des aliments bons pour le barbare. Cependant, les auteurs décrivent les premiers Romains, et les paysans de leur époque, comme des buveurs de lait.
En cuisine, le lait entre dans plusieurs types de préparations (« lactentia »), des bouillies ou des « patina » (nom du plat creux utilisé pour ces recettes, de type ragoût ou à rapprocher des cuissons en tajine).
Fromages.
Il ne semble pas que les Romains aient connu les fromages à pâte cuite. Le lait est caillé puis égoutté. Celui fait à partir de lait de vache avait la préférence. Columelle mentionne l'utilisation du sel dans les préparations de fromage de chèvre.
La conservation des fromages fait appel à différentes techniques, salaison, fumage, dessication. En ce qui concerne les fromages fumés, ceux venant de Vélabre avaient le meilleur goût, du moins si l'on en croit Martial.
Au Ier siècle, Columelle présenta ses observations sur la saveur d'un fromage romain qui a été durci en saumure et puis fumé.
Les fromages sont consommés en accompagnement du pain, par exemple durant le Prandium. Sec et réduit en poudre, le fromage peut remplacer la farine dans des préparations de pâtisseries.
Miel
Il est « le » produit permettant de sucrer les préparations alimentaires des Romains,. Vendu par des commerçants spécialisés (mellarius), il était consommé tel quel ou utilisé dans diverses préparations.

### Conservation des aliments
Plusieurs méthodes ont été utilisées pour la conservation de la nourriture romaine périssable comme le fumage, le séchage ou bien la salaison. Il sèche et introduit le formaldéhyde, qui agit en tant que conservateur et change également le goût de la viande. Depuis le IIe millénaire av. J.-C., en Europe, le fumage était utilisé aussi bien pour les viandes que pour les poissons.
L'utilisation du sel était un moyen important de la conservation pour les Romains. La salaison était la technique la plus répandue et se faisait en utilisant du sel sec ou en saumure. Plusieurs types de sel étaient utilisés, le sel gemme, sal facitum et le sel de mer, sal navitum, auxquels étaient mélangés des épices. Le sel de mer était obtenu en faisant évaporer l'eau de mer dans des marais salants, ou l'eau des sources salées. Rome était bien approvisionnée en sel, un entrepôt important se situait à l'embouchure du Tibre.
Caton l'Ancien rapporte la façon dont on conservait les olives vertes dans la saumure, et donne une procédure pour faire des salaisons de jambons. Varron[Lequel ?] indique que les œufs étaient également conservés dans le sel.
Moins connue, la conservation au miel a été utilisée pour conserver les fruits. L'effet de miel et de cire facilite le processus de conservation. Pline l'Ancien a décrit cette technique.

### Les condiments
Outre les herbes aromatiques, la cuisine romaine devait toujours posséder une réserve de garum. C'était une sauce condimentaire à base de poisson fermenté : on salait du fretin et des entrailles de poissons qu'on laissait au soleil, jusqu'à ce que la chair soit transformée. L'équivalent actuel du garum est le nước mắm vietnamien.
Le « Hallec », ou « Hallex », est, comme le décrit Pline : « la lie du garum non parvenue à son terme et non filtrée ». Il est utilisé comme condiment. Caton préconise de le donner aux esclaves, avec du vinaigre, quand les réserves d'olives sont épuisées.
L'usage du vinaigre dans la cuisine romaine est général et constant. Dans les régions dépourvues de vin, on préparait du vinaigre à base de figues, de poires, de pêches. En sus du vinaigre « ordinaire », on fabriquait aussi des vinaigres plus compliqués comme l'« oxygarum » (vinaigre, garum et épices), l'« oxymeli » (miel et vinaigre) ou l'« oxyporium » (macération d'épices et de vinaigre).
D'après Horace, la lie de vin est servie au cours du repas au même titre que le Hallec, le poivre et le sel, dans des soucoupes.

### Les boissons

#### Le vin

Les crus les plus réputés de Campanie

Les Romains fabriquaient plusieurs sortes de vins : le vin de paille (vinum passum), le vin miellé (vinum mulsum),ainsi que le vinaigre coupé d'eau (la posca, boisson du légionnaire). Les Romains qui aimaient le vin le buvaient de préférence frais et généralement coupé d'eau. Le prix du vin n'était pas très élevé. Les crus les plus réputés provenaient de Capoue, de Pompéi, de Messine et surtout le vin de Falerne. Les vins fermentés étaient interdits aux femmes.

#### Les autres boissons
Les Romains ne consomment pas de bière, boisson des barbares. Ils peuvent boire de l'hydromel, mais plus généralement de l'eau, qui est bue pure toujours par les femmes, les enfants et les esclaves, mais qui, très souvent mélangée, sert à confectionner toutes sortes de boissons, chacune consommée par des catégories sociales différentes.

## Symbolique alimentaire à Rome
Le Romain navigue entre deux bornes, deux modèles ; pour lui même, il se doit de se conformer à un mythique idéal de frugalité ; pour les autres, il se doit d'afficher sa somptuosité d’amphitryon.

### Une frugalité mythique
Se nourrir des produits de son jardin est la vision idéale du Romain. Les produits de la terre (fruges), parce qu'ils sont cultivés quittent leur caractère « sauvage » (les pecudes désignent par opposition ce qui vient des terres incultes, des animaux d'élevage au gibier ou aux poissons). Les Romains aiment à se présenter comme un peuple de paysans.
Les Romains vantent ainsi le consul Manius Curius Dentatus, attablé pour manger des raves à peine cuites quand des ambassadeurs sabins vinrent chercher à le corrompre.

### Le mou et la mollesse
Le romain affiche une préférence pour les consistances molles, que l'on peut rapprocher de la pourriture. Cela concerne en premier lieu les viandes, à l'opposé des végétaux qui, eux, sont « durs ». D'une manière plus générale, est « dur » ce qui ne risque pas de se défaire, ce qui n'est pas menacé de corruption, de pourriture. Mais la frontière entre les deux catégories d'aliments n'est pas figée : un aliment « dur » peut devenir « mou ». C'est le cas, par exemple, de la farine (« mou ») issue des céréales (« dur »). C'est, pour cet exemple, une des raisons interdisant la consommation de pain, en sus de l'interdiction de la viande, au Flamine de Jupiter.
Dans la conception romaine, l'humain comme l'animal est voué à la décomposition. Seule, la présence de l'anima suspend temporairement la décomposition. A la différence des fruges, que la vie (anima) ne peut animer, les viandes ne restaurent pas l'être humain civilisé. Mais elles procurent du plaisir à celui qui les ingère. Le romain possède d'ailleurs un organe spécifique lié au plaisir de manger, la gula. Cet organe est situé entre la gorge et le début de l’œsophage. Comme le dit Florence Dupont : « Ingérer la pourriture délicieuse est indispensable pour la savourer ».

## Les repas

### Les repas du romain

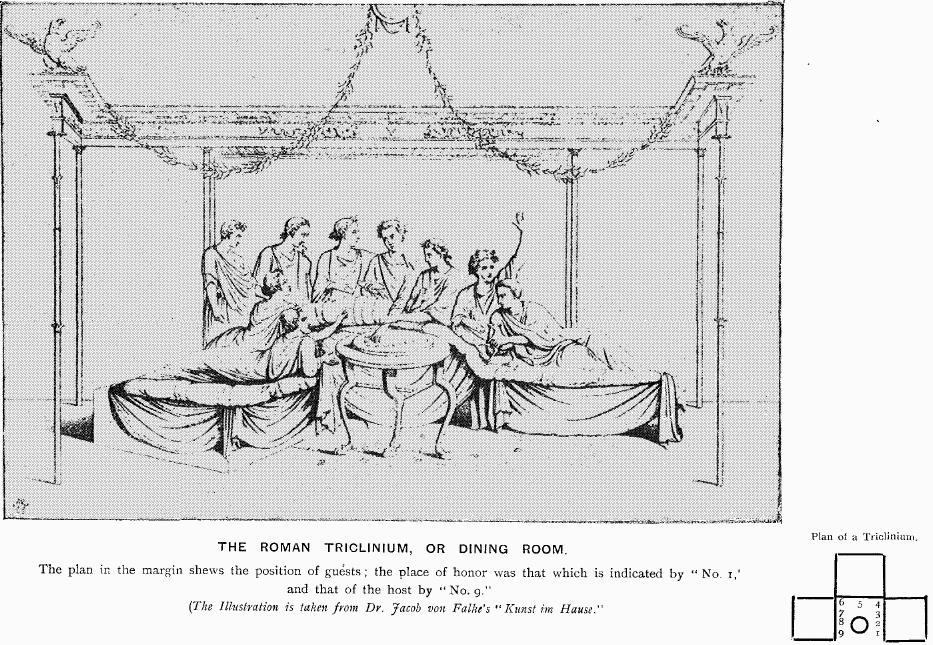
Triclinium, dessin d'artiste.

La journée du Romain est ponctuée de trois repas.
Le repas principal du jour est servi le soir (cena). Le petit déjeuner, jentaculum, est pris le matin. Au milieu de la journée, le romain prend un repas rapide (prandium). Si ces deux derniers correspondent au besoin individuel d'un romain, le premier est un acte collectif, social. La cena appartient au temps dit Otium ; le prandium, ou le jentaculum, appartient à la partie active de la journée, Negotium. Dit autrement, la cena ne peut concerner le soldat ou celui chargé de tâches civiques. Enfin, le prandium est l'unique repas de la journée pour les familles en deuil.
Les Romains, qu'ils soient riches ou pauvres, peuvent s'alimenter tout au long de la journée avec des vendeurs ambulants ou des établissements offrant la possibilité de se restaurer, de boire.
A l'heure de l'Empire, les repas du romain sont :
- le jentaculum : sorte de petit déjeuner fort succinct, pris au lever. On y consomme du pain frotté d'ail, du fromage et un verre d'eau. Dans les plus hautes classes, on consommait aussi des œufs, du miel, avec du lait et des fruits. Le pain pouvait être mangé avec du vin, des olives ou de l'huile d'olive.

- Le prandium : ce repas sobre, très rapidement pris vers midi demeure assez frugal, et se prenait souvent debout. On y mangeait du fromage, des fruits, un peu de légumes, une bouillie (pecumia), du pain trempé dans du vin et, comme boisson, de l'eau ou du vin allongé. On consommait parfois des plats chauds, constitués souvent des restes de la veille.

Le jentaculum, comme le prandium, sont des actes individuels. Il s'agit de se nourrir. Au contraire du repas ci-après.
- La cena : c'est un dîner et le repas principal de la journée. Il se prend en fin d'après-midi ou à la tombée de la nuit, et dure environ trois heures. Pour les personnes les plus riches, il était devenu coutumier de programmer toutes ses obligations sociales et professionnelles le matin. Elles effectuaient les dernières tâches nécessaires après le prandium, puis se rendaient aux bains. Autour de la huitième ou neuvième heure (selon la saison), la cena commençait et pouvait durer jusqu'à la nuit noire[note 9].

Si les repas des Romains peuvent être pris à leur domicile, les fouilles de Pompéi montrent l'existence d'un grand nombre d'établissements où l'on pouvait aussi facilement se restaurer. Connus sous les noms de « popina », ou de « caupona », ces établissements sont autant de la famille des tavernes que de celle de nos « fast-food » actuels.

### Cena et banquet

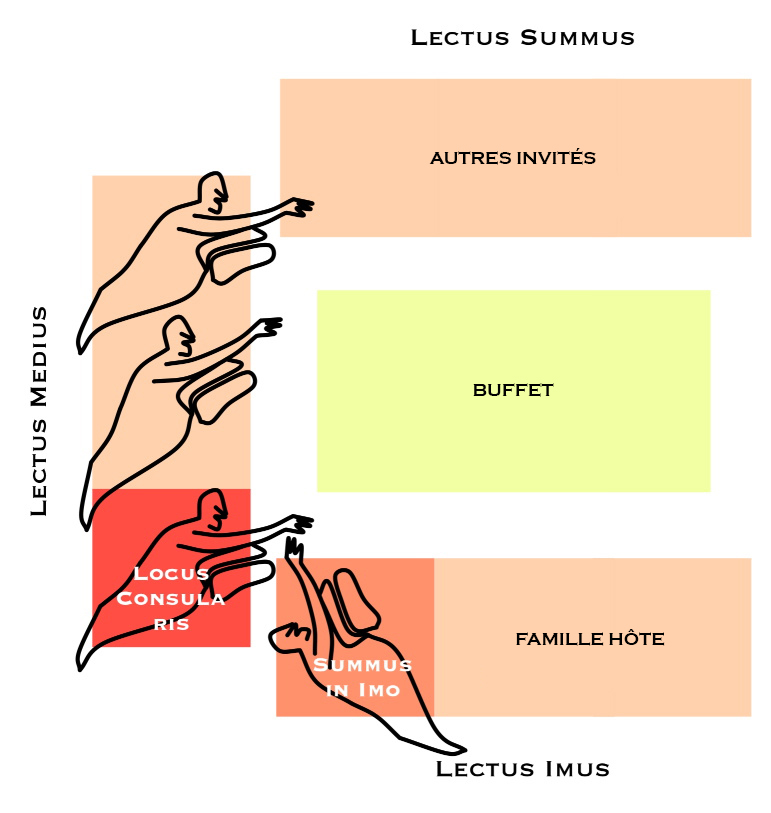
Placement des convives dans le Triclinium.

La formule de F. Dupont : « Le Prandium nourrit, la Cena régale » permet de bien appréhender le rôle de ce repas chez les Romains. La Cena peut être le repas du soir, familial, comme le banquet offert. Dans un cas comme dans l'autre, la déroulement est identique.

#### Préparation du banquet
Qui est invité ?
L'invitation à partager un repas fait partie des règles sociales importantes pour les Romains. Ne pas inviter une connaissance peut être considéré comme un affront ; tout comme ne pas rendre une invitation.
L'invitation peut être verbale, comme lors d'une rencontre aux thermes. Le passage aux thermes, première phase de la période de l'Otium journalière, répond à trois besoins pour le romain. D'abord, un besoin hygiénique, la propreté du civilisé, ensuite à un besoin médical, il évacue les humeurs et permet de préparer le corps à la prise d'aliments, enfin à un besoin social, montrer et tenir son rang dans la société.
Il peut y avoir des invitations écrites. Les fouilles archéologiques ont exhumé, par exemple, à Vindolanda, la tablette portant invitation lancée par l'épouse d'un militaire stationné en Bretagne à une amie pour l'inviter avec son mari.
Pline nous apprend, par l'une de ses lettres, qu'accepter une invitation et ne pas se présenter est ressenti comme un affront.
Si le pique-assiette semble connu des Romains, il est admissible qu'un invité vienne accompagné.

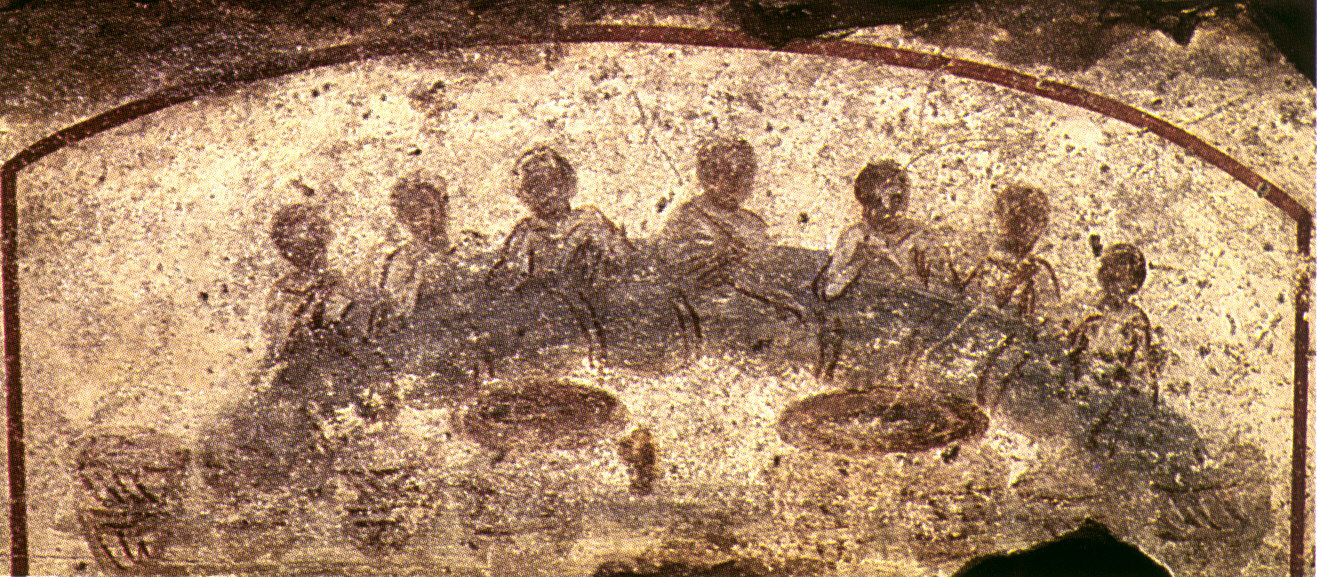
Stibadium

Disposition des lieux
On mangeait dans une pièce prévue à cet effet, le triclinium, qui tire son nom de celui des divans (au nombre de trois), sur lesquels les convives, au nombre de trois, s'allongeaient ; le quatrième côté restant libre, afin de permettre le service.
Si le nombre de convives est supérieur, on dressera d'autres triclinia. La pièce où sera servi le repas est généralement conçue pour accueillir quatre de ces triclinia,. Les convives peuvent aussi être répartis dans plusieurs pièces. Ainsi, quand Cicéron reçoit César et sa suite, trois pièces sont utilisées. La première pour César et ses proches, les deux autres pour le reste de la suite, notamment les affranchis.
Les données archéologiques montrent aussi l'existence de Triclinium situés à l'extérieur de la maison, comme la salle à manger d'été décrite par Pline le Jeune.
Plus tard, une disposition semi-circulaire, Stibadium, aura tendance à devenir la norme, évinçant les triclinia.
Accueil des invités
L'invitation précise l'heure à laquelle l'invité va se présenter. C'est, habituellement, la huitième heure l'hiver, ou la neuvième heure, l'été. Le romain ne s'allonge pas, pour manger, habillé de ses habits de tous les jours. Quand il arrive sur les lieux du repas, il reçoit, à la place de sa toge et s'il ne l'a pas anticipé, une tunique légère, le synthesis. Il quitte ses sandales et ses pieds sont lavés. Il peut être venu avec une serviette qu'il étalera pour éviter de tacher les coussins et qui servira aussi, si l'hôte le propose, à emporter des restes à l'issue des agapes. Ceci étant parfaitement accepté par les conventions sociales. Les auteurs satiriques font leurs gorges chaudes de ceux qui abusent de cette coutume ; Martial moque ainsi le glouton Santra qui emplit sa mappa, et qui ira jusqu'à revendre son butin.
Pour l'hôte, il est difficile, socialement, de renvoyer celui qui se présente sans avoir été invité. Les auteurs satiriques font aussi leurs gorges chaudes de ceux qui abusent de cette coutume, appelés « les ombres ».

#### Déroulement du repas
Une célèbre scène caricaturale de cena, sous Néron, est décrite dans le Satyricon de Pétrone, dans le chapitre du banquet de Trimalcion. Le repas est, classiquement, divisé en trois services successifs.
- Le premier, gustatio, consistait en une série de, selon notre nomenclature actuelle, hors-d'œuvre (huîtres et escargots étaient, par exemple, très prisés). On servait avec celui-ci un mélange de vin et de miel appelé mulsum.
- Pendant le deuxième service, prima mensa, on voyait arriver sur la table viandes ou volailles rôties, bouillies, grillées ou en sauce, saucisses ou ragoûts. On les accompagnait de vin, toujours coupé d'eau[note 12]. Les restes sont jetés au sol. Ils deviennent une offrande aux morts ou aux dieux Lares, les dieux de la maison, qui protègent la famille.
- Enfin, les repas s'achevaient sur un troisième service, secunda mensa, assortiment de fruits, gâteaux et friandises, excitant la soif. Le comissatio pouvait ensuite donner l'ambiance de la soirée[67]. On désignait alors un « roi de boisson » qui, suivant son humeur, définissait les quantités et les types de vins que les convives devaient boire, et si les convives devaient badiner et philosopher ou s'enivrer[68].

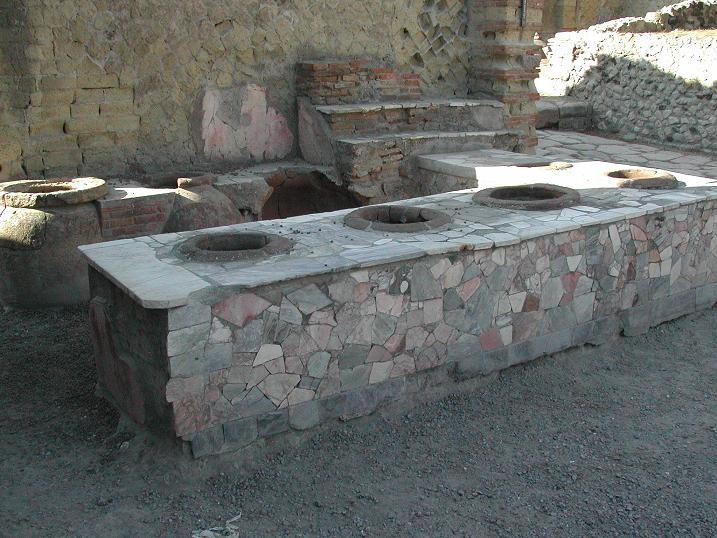
Une popina à Herculanum.

On notera la différence avec le banquet grec, où sont fortement séparées les périodes où l'on mange (« deipnon ») des périodes où l'on boit (« symposion »). Les Romains boivent tout au long du repas, même si la « commissatio » privilégie la boisson. On notera aussi la différence avec le banquet grec en ce que ce dernier est un acte de citoyen, public, alors que le banquet romain reste un acte privé, le « convivium ».
A la fin du repas, les convives, ayant récupéré sandales et vêtements, peuvent repartir avec, dans leur serviette, les reliefs du repas qui seront utilisés le lendemain matin (voire plus, pour les « ombres »). Le repas s'achève généralement, à la tombée de la nuit. Des banquets se prolongeant tard dans la nuit sont cités par les auteurs. Celui de Trimalcion, dans le Satyricon, et qui aligne toutes les erreurs d'un parvenu singeant le rôle du vrai romain, se termine au petit matin.
La place des femmes
Contrairement aux coutumes grecques, les femmes ont leur place dans le banquet romain. Si, dans les premiers temps, elles semblent n'être assises que sur des tabourets, à côté des triclinia, comme les enfants ou les esclaves, les témoignages montrent que, dès l'Empire, elles font partie des convives comme les autres. La « maison du moraliste », à Pompéi, comporte même une inscription appelant les convives masculins à la décence dans leurs propos et leurs attitudes envers les convives féminins.

#### Les manières de table
Pour la « Cena », les convives s'allongeaient sur des banquettes disposées en fer à cheval autour de la table. Les convives, 3 par banquette, s'appuyaient sur le côté gauche (sinistra) ; le bras gauche, posé sur un coussin, ne sert qu'à tenir l'assiette, si besoin. Diodore de Sicile indique que ces « coussins multicolores étaient les plus coûteux et faits avec un art consommé d'ivoire, d'argent et autres matières précieuses ».
On mange avec les doigts, de la main droite, en limitant l'usage aux premières phalanges. Des esclaves sont là pour veiller au confort des dîneurs, et leur proposer de quoi se laver les mains. Le lecteur n'oubliera pas que les aliments sont pré-découpés, même s'ils peuvent être apportés entiers devant les convives. Le romain peut aussi utiliser des assiettes (tenues de la main gauche), des cuillères (« trullae » ou « ligulae ») ou des fourchettes, si besoin, selon la consistance du plat présenté.
Les restes, les déchets sont jetés au sol. Ils deviennent alors la possession des défunts dont les âmes circulent dans la maison ; y toucher serait un sacrilège. Ils ne seront retirés qu'après la cena, lors du nettoyage de la pièce. D'autres superstitions sont à respecter, comme le besoin de briser les coquilles (d’œufs, d'escargots, etc.) après en avoir consommé le contenu pour éviter qu'elles ne soient utilisées dans des pratiques magiques à l'encontre de celui les ayant mangés. Des mosaïques représentant un sol jonché de restes alimentaires ont été retrouvées ; elles permettent de respecter la coutume sans en conserver les inconvénients pratiques.

### Lois somptuaires
Les autorités romaines ont tenté de réglementer le coût des banquets. La répétition de ces lois montre leur peu d'efficacité.
- Lex Fannia (161 avjc), pour limiter le coût d'un banquet à 10 as par convive, ou 100 as certains jours ;
- Lex Didia (143 avjc), répétition de la précédente ;
- Lex Aemilia (115 avjc), reprise des précédentes ;
- Lex Licinia (97 avjc), fixe à 200 sesterces les dépenses pour un banquet de mariage ; fixe un maximum de poids pour la viande et les salaisons ;
- Lex Cornelia (81 avjc), 300 sesterces au plus certains jours, 30 sesterces sinon ;
- Lex Aemilia (78 avjc), réglemente le type de plats ;
- Lex Antia (68 avjc), limite les dépenses, interdit aux magistrats en fonction et aux candidats aux élections d'assister à des banquets ;
- Lex Julia (46 avjc), retrait des produits interdits des marchés ;
- Lex Julia (18 avjc), dépense maximum de 200 sesterces, 300 certains jours et 1000 pour les noces.

De son côté, Diodore de Sicile rapporte :

« On prit l'habitude de servir des repas fastueux, accompagnés de parfums aux senteurs merveilleuses, et pour lesquels on préparait des lits couverts de coussins… Des vins, ceux qui n'étaient qu'agréables, étaient méprisés ; on faisait, sans retenue, ses délices du falerne, du choix et de leurs rivaux, ainsi que des meilleurs poissons et autres raffinements de la table. »

### Rôle social du banquet
Pour Christophe Badel, nous ne pouvons pas parler de l'alimentation de la Rome antique sans parler du banquet. Pour lui, le banquet est un enjeu social ; le banquet et sa dimension sociale ne sont pas assez étudiés et présentés dans leur ensemble, la plupart des ouvrages de référence, comme l'œuvre plutôt classique de Jacques André, la référence majeure sur l'alimentation romaine en France, ne fait que lister certains aliments ou analyser certains termes latins ainsi que lister différents aliments.
En tant qu'universitaire, Christophe Badel s'intéresse plus à la dimension sociale du banquet et comment les mœurs ont transformé un simple repas en une épreuve d'acception sociale pour une certaine catégorie de Romains ; les plus nantis sont donc le sujet principal.
Dans son article, il écrit qu'il faudra attendre la fin des années 70 pour avoir des ouvrages sur des dimensions plus sociales, il prend pour exemple Mireille Corbier et Peter Garnsey qui sont les deux premiers à avoir parlé, en profondeur, de la dimension sociale de la nourriture à Rome.
Christophe Badel a construit son article en utilisant plusieurs grandes références d'ouvrages sur la cuisine à l'époque antique et fait un bilan de ceux qui ont poussé plus loin leurs études et ceux qui se sont contentés des bases pour parler du sujet en question ou qui ont survolé la dimension sociale, mais de manière très brève.
Cécilia Pavarani considère dans son étude, présentée à la journée de l'Ecole doctorale de l'Université de la Sorbonne à Paris, que les auteurs romains considèrent la nourriture beaucoup moins importante que l'esprit, et que dans l'épigramme de Martial, elle dit que « l'art de la gastronomie devient une métaphore de la création poétique [...] ». Pour Cécilia Pavarani, la prééminence de l'esprit chez les auteurs latins explique le peu d'ouvrages concernant exclusivement la cuisine romaine.
Pour elle donc, les Romains ne parlent de nourriture quand ils n'ont pas vraiment le choix ou par des moyens différents des manuels ou livres du cuisine habituels ; dans son étude, elle parle beaucoup d'Emily Gowers et de comment elle conçoit et comprend la présence des aliments dans l'héritage des Romains.
C. Pavarani dit que « Nombreuses sont les voies que l'on peut parcourir dans l'étude de cet objet ; bien que les Latins tendent à être réticents à l'égard de cette thématique, leurs références aux aliments et aux mets sont fréquentes, car la nourriture, évocatrice d'une expérience plus vaste, devient métaphore et projection littéraire soit de la moralité individuelle soit des valeurs d'une entière culture [...] », les références à la nourriture sont donc plutôt discrètes et minimales pour les Romains, inutile de transmettre trop d'informations sur les repas, l'axe ne semble pas important.

## La cuisine à Rome

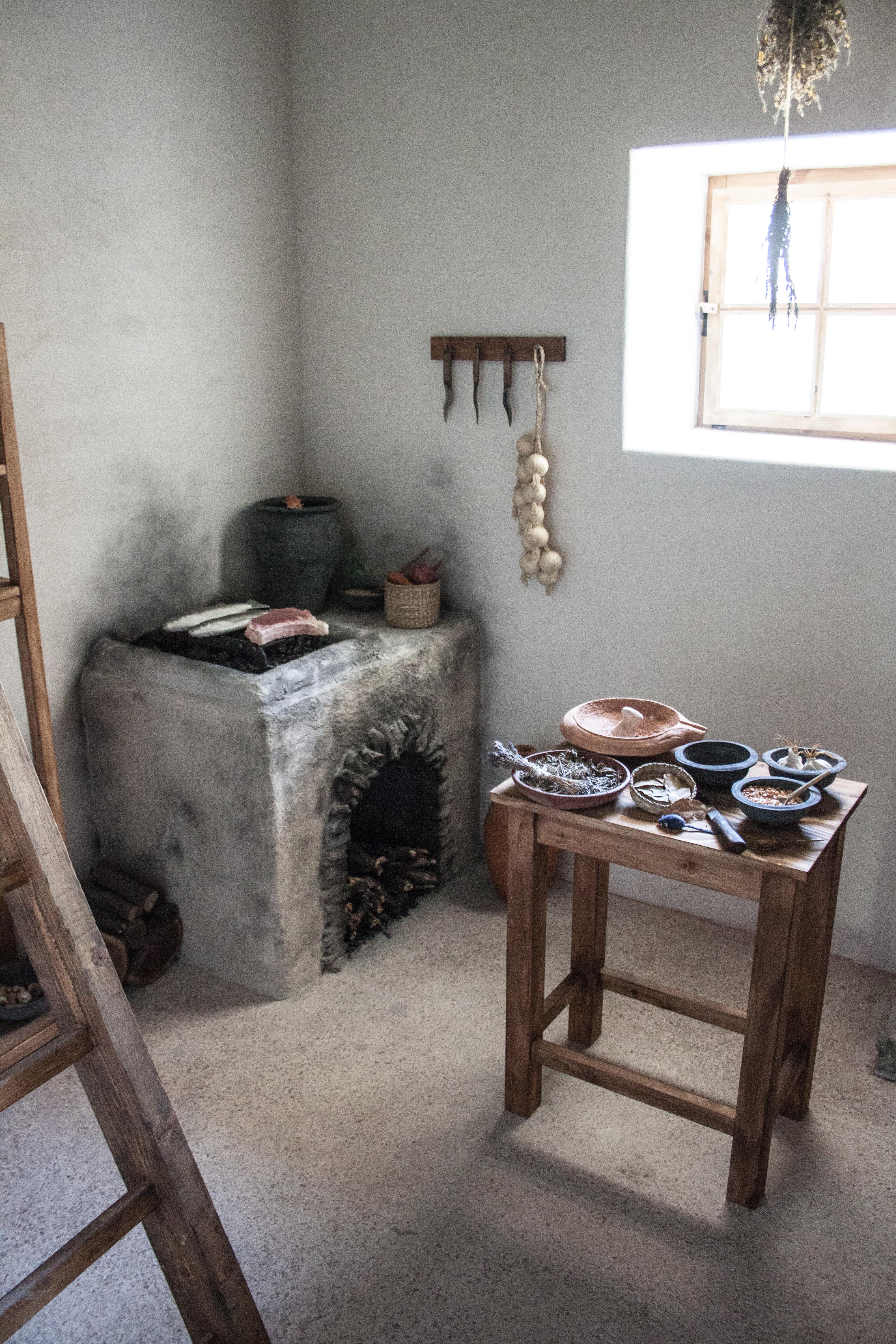
Reconstitution d'une cuisine romaine

La préparation des repas s'effectue dans un espace spécial de l'habitation. Mais cet espace n'existe pas dans un certain nombre de logements comme ceux des insulae. Dans ce cas, le romain mange à l'extérieur ou se procure à l'extérieur de quoi manger chez lui. Si l'on en juge par Pompéi, les établissements où l'on peut se restaurer (« popina », « caupona ») sont nombreux et peu coûteux.
Quand la demeure comporte une culina, cette pièce est reléguée au fond de bâtiment, souvent près des latrines. La cuisson des aliments s'effectue sur un « potager », et dans un four (pour le pain et les grosses pièces de viande).
Le maître des lieux est le cuisinier (coccus) ; c'est généralement un esclave ou un affranchi. Avoir à son service un cuisinier personnel est, à Rome, un marqueur social. Avec un avantage si le cuisinier est éduqué ; Juvénal déplore que le sien ne parle que le latin (et pas le grec, référence à la gastronomie hellène). Si le romain ne dispose pas de son propre cuisinier, il lui est loisible d'en louer un pour le banquet, en allant sur le Forum où des cuisiniers attendent le client en vantant, bruyamment, leurs compétences. Si l'on en juge par les auteurs comiques, le cuisinier est un personnage à la propreté douteuse, à la moralité vacillante et aux compétences variables.

## La qualité de l'alimentation
On peut tenter de caractériser la qualité de l'alimentation chez les Romains. Si la quantité de nourriture disponible semble, en gros, satisfaisante, sa valeur diététique est plus discutée.
Aspects quantitatifs
Les études disponibles, citées par Christophe Badel, donnent un bilan globalement satisfaisant quant à la quantité de nourriture disponible à Rome. La ration calorique est globalement satisfaisante. Il a pu y avoir disettes mais pas famines.
A Rome, le système de l'Annone permet d'éviter les manques de ravitaillement pour la ville.
Aspects qualitatifs
Les historiens soulignent les carences de cette alimentation telle qu'on peut l'appréhender d'après les textes et les données de l'archéologie. Ainsi le manque de vitamines A et D. Les squelettes retrouvés à Herculanum montrent des signes d'anémie mettant en évidence la malnutrition. Les pauvres mangeaient la même nourriture que les riches, mais en moindre quantité et qualité.

## Alimentation et santé pour le romain
La médecine de l'époque s'articule autour de trois grands domaines, la chirurgie, la pharmacopée et la diététique. Cette dernière étant considérée comme la plus prestigieuse des méthodes de soin. Galien la résume par la formule : « c'est dans la nourriture que se trouve le meilleur médicament ».
La bonne santé réside dans l'équilibre des quatre humeurs qui régissent l'organisme. Le médecin peut prescrire à son malade les aliments susceptibles de rétablir l'équilibre des humeurs altéré par la maladie.
Ainsi, selon l'âge, le sexe, la saison, le médecin peut conseiller la prise de tel ou tel aliment pour soigner le malade. Celse, par exemple, va ainsi conseiller qu'en hiver, il faut privilégier la consommation de pain et de viandes bouillies ; en été, plutôt les légumes et la viande rôtie.

### Articles connexes

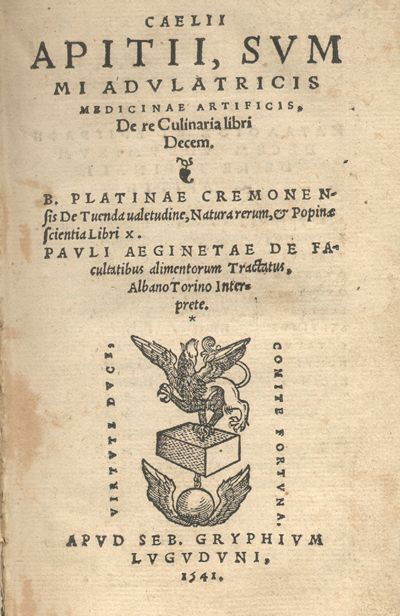
Édition de 1541.